# Christian Ziege
Christian Ziege (sinh ngày 01 tháng 2 năm 1972 tại Berlin) là một cầu thủ bóng đá chuyên nghiệp người Đức, anh chơi ở vị trí sở trường là hậu vệ và tiền vệ trung tâm. Trong màu áo của đội tuyển Quốc gia Đức anh đã giành chiến thắng tại Euro 96.

## Sự nghiệp
Christian Ziege sinh ra ở Berlin, anh bắt đầu sự nghiệp của mình ở vị trí thủ môn. Nhưng không lâu sau, anh chơi cho câu lạc bộ địa phương là Sudstern 08, TSVRudow và Hertha Zehlendorf sau đó chuyển từ vị trí thủ môn để trở thành hậu vệ. Phong độ ấn tượng những năm sau đó đã được Bayern Munich để ý và mang anh về sân Olympic khi anh mới 18 tuổi.
Christian có tên trong đội tuyển Đức ở mọi cấp độ trẻ và là đội trưởng đội tuyển U-21. Anh có trận đấu đầu tiên cho đội tuyển quốc gia khi gặp Brazil ở cúp US năm 1993 và nằm trong đội hình chiến thắng của Đức tại Euro 96. Năm 1996, anh cùng Bayern dành cúp UEFA.
Sau một thời gian ngắn chơi bóng ở Italy với AC Milan, Ziege chuyển sang Middlesbrough, anh chơi tốt và được triệu tập lại vào đội tuyển tham dự Euro 2000, nơi mà anh được chơi 2 trận đầu tiên gặp Romania và Anh.

## Tại Liverpool
Mùa hè năm 2000, Ziege chuyển đến Liverpool với phí giá chuyển nhượng là 5.5 triệu bảng. Tuy nhiên tại đây anh đã gặp rất nhiều khó khăn trong việc cạnh tranh suất đá chính với dàn cầu thủ đông đảo của câu lạc bộ này.
Trận đấu tốt nhất của anh là trận tứ kết cúp UEFA ở Italy gặp Roma, khi anh có cú căng ngang để Michael Owen ghi bàn thứ hai của trận đấu mang về chiến thắng chung cuộc 2-0 cho Liverpool. Nhưng sau đó anh lại ngồi dự bị trong trận chung kết Worthington Cup gặp Birmingham nhưng sau đó ghi bàn trong loạt sút luân lưu định mệnh.
Năm 2001, Ziege quyết định chuyển sang Tottenham Hotspur vào mùa hè.

## Thành tích ở đội tuyển
| Đội tuyển bóng đá Đức | Đội tuyển bóng đá Đức | Đội tuyển bóng đá Đức |
| Năm                   | Trận                  | Bàn                   |
| --------------------- | --------------------- | --------------------- |
| 1993                  | 7                     | 0                     |
| 1994                  | 0                     | 0                     |
| 1995                  | 6                     | 1                     |
| 1996                  | 14                    | 2                     |
| 1997                  | 7                     | 0                     |
| 1998                  | 7                     | 1                     |
| 1999                  | 4                     | 3                     |
| 2000                  | 9                     | 1                     |
| 2001                  | 9                     | 0                     |
| 2002                  | 8                     | 1                     |
| 2003                  | 0                     | 0                     |
| 2004                  | 1                     | 0                     |
| Tổng                  | 72                    | 9                     |

| #  | Ngày                | Địa điểm                              | Đối thủ       | Bàn thắng | Kết quả | Giải đấu            |
| -- | ------------------- | ------------------------------------- | ------------- | --------- | ------- | ------------------- |
| 1. | 6 tháng 9 năm 1995  | Frankenstadion, Nürnberg, Đức         | Gruzia        | 2–1       | 4–1     | Vòng loại Euro 1996 |
| 2. | 4 tháng 6 năm 1996  | Sân vận động Carl Benz, Mannheim, Đức | Liechtenstein | 5–1       | 9–1     | Giao hữu            |
| 3. | 9 tháng 6 năm 1996  | Old Trafford, Manchester, Anh         | Cộng hòa Séc  | 1–0       | 2–0     | Euro 1996           |
| 4. | 25 tháng 3 năm 1998 | Sân vận động Carl Benz, Mannheim, Đức | Luxembourg    | 7–0       | 7–0     | Giao hữu            |
| 5. | 8 tháng 9 năm 1999  | Westfalenstadion, Dortmund, Đức       | Bắc Ireland   | 2–0       | 4–0     | Vòng loại Euro 2000 |
| 6. | 8 tháng 9 năm 1999  | Westfalenstadion, Dortmund, Đức       | Bắc Ireland   | 3–0       | 4–0     | Vòng loại Euro 2000 |
| 7. | 8 tháng 9 năm 1999  | Westfalenstadion, Dortmund, Đức       | Bắc Ireland   | 4–0       | 4–0     | Vòng loại Euro 2000 |
| 8. | 23 tháng 2 năm 2000 | Amsterdam Arena, Amsterdam, Hà Lan    | Hà Lan        | 1–1       | 1–2     | Giao hữu            |
| 9. | 27 tháng 3 năm 2002 | Ostseestadion, Rostock, Đức           | Hoa Kỳ        | 1–1       | 4–2     | Giao hữu            |